# Othreis sacbellum
Othreis sacbellum är en fjärilsart som beskrevs av Achille Guenée 1852. Othreis sacbellum ingår i släktet Othreis och familjen nattflyn. Inga underarter finns listade i Catalogue of Life.